# Kalonda
Kalonda é um município da Eslováquia, situado no distrito de Lučenec, na região de Banská Bystrica. Tem 8,82 km² de área e sua população em 2018 foi estimada em 209 habitantes.

## Demografia
| Ano:        | 1994 | 2004    | 2014   | 2024   |
| ----------- | ---- | ------- | ------ | ------ |
| Broj ljudi: | 203  | 233     | 214    | 195    |
| Razlika:    |      | +14,77% | -8,15% | -8,87% |

| Ano:               | 2023 | 2024   |
| ------------------ | ---- | ------ |
| Número de pessoas: | 196  | 195    |
| Diferença:         |      | -0,51% |